# Pseudospermus
Pseudospermus är ett släkte av skalbaggar. Pseudospermus ingår i familjen långhorningar.
Kladogram enligt Catalogue of Life:
| Pseudospermus | \| \| Pseudospermus grisescens \| \| \| \| \| \| Pseudospermus viridescens \| \| \| \| |
|               | \| \| Pseudospermus grisescens \| \| \| \| \| \| Pseudospermus viridescens \| \| \| \| |
|               | Pseudospermus grisescens                                                               |
|               |                                                                                        |
|               | Pseudospermus viridescens                                                              |
|               |                                                                                        |